# Sula
A Sula a madarak (Aves) osztályának szulaalakúak (Suliformes) rendjébe, ezen belül a szulafélék (Sulidae) családjába tartozó nem.

## Rendszerezésük
A nemet Mathurin Jacques Brisson írta le 1760-ban, az alábbi 6 faj tartozik ide:
- piroslábú szula (Sula sula) (Linnaeus, 1766)
- barna szula (Sula leucogaster) (Boddaert, 1783)
- kéklábú szula (Sula nebouxii) Milne-Edwards, 1882
- guánószula (Sula variegata) (Tschudi, 1843)
- álarcos szula (Sula dactylatra) (Lesson, 1831)
- Sula granti Rothschild, 1902 - korábban az álarcos szula alfajának vélték[3]